# Donald Arthur Glaser
Donald Arthur Glaser (n. 21 septembrie 1926, Cleveland, Ohio, SUA – d. 28 februarie 2013, Berkeley, California, SUA), a fost un fizician și neurobiolog american, laureat al Premiului Nobel pentru Fizică în 1960 pentru inventarea camerei cu bule.

## Date biografice
Donald Glaser s-a născut în Cleveland, Ohio, SUA, unde a urmat și primii ani de școală.